# Casablanca-Gruppe

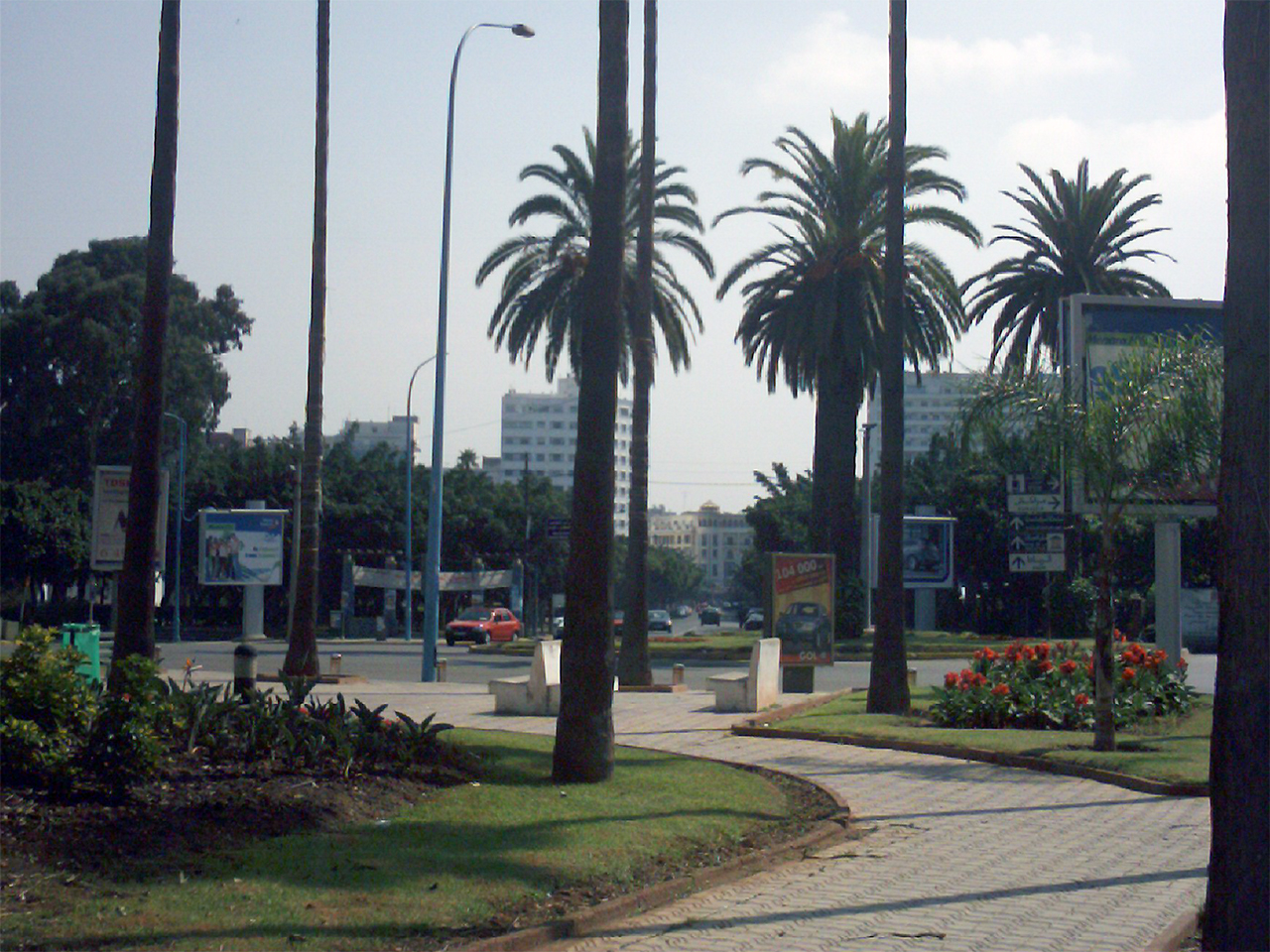
Platz der Afrikanischen Einheit (Kreisverkehr in der Bildmitte) in Casablanca

Die Casablanca-Gruppe war eine vom 3. bis 7. Januar 1961 im marokkanischen Casablanca zusammengekommene Gruppe „fortschrittlicher“ Staaten in Afrika, bestehend aus Algeriens Exilregierung, Ägypten, Ghana, Guinea, Mali  und – kurzzeitig – Marokko (Marokkos linksliberaler Premier Abdallah Ibrahim hatte zwar zu der Konferenz eingeladen, war aber kurz zuvor entlassen worden). Die Führer dieser überwiegend gerade erst unabhängig gewordenen Staaten traten für ein vereintes Afrika („Africa must unite!“) und eine konsequente Entkolonialisierung ein. Guineas Sékou Touré und Ghanas Kwame Nkrumah waren führende Köpfe der Gruppe. Libyen, Sudan und Ceylon hatten Beobachter zur Konferenz entsandt.
Die Konferenz unterstützte zunächst Marokkos Ansprüche auf Mauretanien. (Das seit 1962 unabhängige) Algerien, Ägypten, Ghana, Guinea, Mali und Marokko einigten sich später auch über die Bildung eines Gemeinsamen Afrikanischen Marktes. 1963 trat eine Zollunion in Kraft, doch noch im selben Jahr löste sich die Gruppe in die neu gegründete Organisation für Afrikanische Einheit (OAU) auf.
Konservatives Gegenstück der Casablanca-Gruppe war die ebenfalls 1961 gegründete Monrovia-Gruppe, deren Vertreter von den Mitgliedern der Casablanca-Gruppe als „Lakaien des Kolonialismus“ beschimpft wurden.

## Place de l'Unite Africaine in Casablanca
Eine Straßenbezeichnung in Casablanca erinnert an jene Konferenz, nach der die Gruppe der teilnehmenden Staaten benannt wurde. Außer dem Namen gibt es keinerlei Gedenktafel oder ähnliches. In den vom Place de l'Unite Africaine abgehenden Straßen befinden sich nur ein paar Hundert Meter vom Platz entfernt die Konsulate der USA und Spaniens sowie der Parc de la Ligue Arabe.

## Sonstiges
Als Casablanca-Gruppe wurde auch der eher bürgerliche Flügel der von Abdallah Ibrahim 1959 gegründeten und 1972 auseinandergebrochenen Union Nationale des Forces Populaires bezeichnet, im Gegensatz zum linkeren Flügel der Rabat-Gruppe.